# Осейдж (тауншип, Миннесота)
Осейдж (англ. Osage) — тауншип в округе Бекер, Миннесота, США. На 2000 год его население составило 774 человека.

## География
По данным Бюро переписи населения США площадь тауншипа составляет 92,8 км², из которых 90,4 км² занимает суша, а 2,4 км² — вода (2,57 %).

## Демография
По данным переписи населения 2000 года здесь находились 774 человека, 300 домохозяйств и 221 семья.  Плотность населения —  8,6 чел./км².  На территории тауншипа расположено 397 построек со средней плотностью 4,4 построек на один квадратный километр. Расовый состав населения: 98,19 % белых, 1,16 % коренных американцев, 0,13 % — других рас США и 0,52 % приходится на две или более других рас. Испанцы или латиноамериканцы любой расы составляли 0,13 % от популяции тауншипа. 35,3 % населения составляли немцев, 13,1 % норвежцев, 9,4 % финнов и 7,7 % English по данным переписи населения 2000 года.
Из 300 домохозяйств в 32,3 % воспитывались дети до 18 лет, в 67,3 % проживали супружеские пары, в 2,7 % проживали незамужние женщины и в 26,3 % домохозяйств проживали несемейные люди. 23,0 % домохозяйств состояли из одного человека, при том 11,7 % из — одиноких пожилых людей старше 65 лет. Средний размер домохозяйства — 2,58, а семьи — 3,04 человека.
26,7 % населения — младше 18 лет, 7,2 % — в возрасте от 18 до 24 лет, 27,0 % — от 25 до 44, 24,3 % — от 45 до 64, и 14,7 % — старше 65 лет. Средний возраст — 39 лет. На каждые 100 женщин приходилось 104,8 мужчин. На каждые 100 женщин старше 18 приходилось 101,8 мужчин.
Средний годовой доход домохозяйства составлял 37 500 долларов, а средний годовой доход семьи — 41 563 доллара. Средний доход мужчин —  32 292  доллара, в то время как у женщин — 17 375. Доход на душу населения составил 14 788 долларов. За чертой бедности находились 3,7 % семей и 6,2 % всего населения тауншипа, из которых 4,6 % младше 18 и 7,0 % старше 65 лет.